# Squatina punctata
Squatina punctata es una especie de elasmobranquio escuatiniforme de la familia Squatinidae.